# Penicillium nordicum
Penicíllium nórdicum (лат.) — вид несовершенных грибов (телеоморфная стадия неизвестна), относящийся к роду Пеницилл (Penicillium).
Продуцент охратоксина А — опасного нефротоксина. Встречается в основном на пищевых продуктах.

## Описание
Колонии на агаре Чапека ограниченно-растущие, бархатистые до зернистых, с бесцветными каплями экссудата. Спороношение беловатое, серо-зелёное или зелёное. Реверс кремово-жёлтый, в центре колонии часто коричневый. Колонии на CYA на 7-е сутки до 1—2 см в диаметре, бархатистые, шерстистые, часто с плохо оформленными синнемами, с зелёным спороношением, с многочисленными бесцветными или желтоватыми каплями экссудата. Реверс кремовый, в центральной части обыкновенно коричневый. На агаре с солодовым экстрактом (MEA) колонии на 7-е сутки 0,5—1,5 см в диаметре, с зелёным спороношением. Реверс жёлтый. На агаре с дрожжевым экстрактом и сахарозой (YES) колонии недельного возраста 1,5—3,5 см в диаметре, спороношение обильное, реверс кремовый.
При температурах 30 °C и выше рост отсутствует.
Конидиеносцы шероховатые, трёхъярусные, с прижатыми элементами. Веточки 12—22 мкм длиной. Метулы цилиндрические, 8—13 мкм длиной. Фиалиды цилиндрические, суженные в хорошо заметную шейку, 7—9 × 2,2—2,8 мкм. Конидии шаровидные или почти шаровидные, гладкостенные, 2,6—3,4 мкм в диаметре.

### Отличия от близких видов
Наиболее близок Penicillium verrucosum, от которого отличается кремовым реверсом колоний на агаре с дрожжевым экстрактом и сахарозой (YES).

## Экология и значение
Выделяется с колбасных и прочих пищевых продуктов.
Продуцент охратоксина А, может быть связанным с очагами балканской эндемичной нефропатии.

## Таксономия
Penicillium nordicum Dragoni & Cantoni ex C.Ramírez, Adv. Pen. Asp. Syst. 139 (1985). —  Dragoni & Cantoni, Ind. Aliment. 283 (1979), nom. inval.

### Синонимы
- Penicillium mediolanense Dragoni & Cantoni, 1979, nom. nud.
- Penicillium nordicum Dragoni & Cantoni, 1979, nom. nud.